# Internationale Filmfestspiele von Venedig 2013
Die 70. Internationalen Filmfestspiele von Venedig (italienisch 70. Mostra Internazionale d’Arte Cinematografica) fanden vom 28. August bis zum 7. September 2013 statt. Der italienische Filmregisseur Bernardo Bertolucci wurde als Jurypräsident benannt, nachdem er bereits bei den Filmfestspielen von 1983 Präsident gewesen war. Der Eröffnungsfilm war Gravity von Alfonso Cuarón. Die italienische Schauspielerin Eva Riccobono moderierte die Eröffnung und die Abschlussveranstaltung. Der amerikanische Filmregisseur William Friedkin wurde mit dem Lifetime achievement award ausgezeichnet.

## Jury

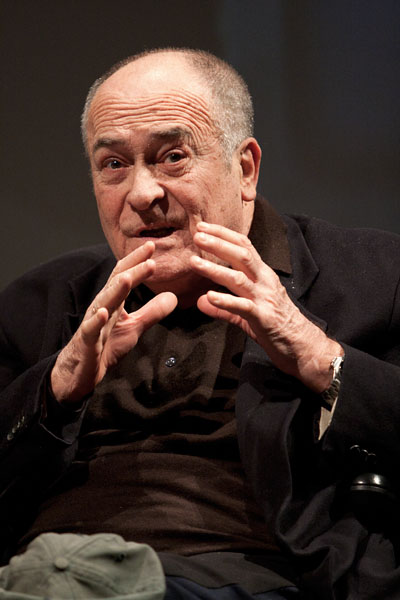
Jurypräsident Bernardo Bertolucci

Die folgenden Personen wurden für die Wettbewerbsjury ausgewählt:
- Bernardo Bertolucci: Italienischer Regisseur (Jurypräsident)
- Andrea Arnold: Englische Regisseurin
- Renato Berta: Schweizer Kameramann
- Carrie Fisher: US-amerikanische Schauspielerin, Drehbuchautorin und Schriftstellerin
- Martina Gedeck: Deutsche Schauspielerin
- Pablo Larraín: Chilenischer Regisseur
- Virginie Ledoyen: Französische Schauspielerin
- Ryūichi Sakamoto: Japanischer Komponist
- Jiang Wen: Chinesischer Schauspieler und Regisseur

## Im Wettbewerb
Nachfolgende Tabelle enthält die für den Wettbewerb zugelassenen Filme.
| Titel                             | Regie              | Produktionsland                            |
| --------------------------------- | ------------------ | ------------------------------------------ |
| Ana Arabia                        | Amos Gitai         | Israel, Frankreich                         |
| Child of God                      | James Franco       | Vereinigte Staaten                         |
| Die Frau des Polizisten           | Philip Gröning     | Deutschland                                |
| L’intrepido                       | Gianni Amelio      | Italien                                    |
| La Jalousie                       | Philippe Garrel    | Frankreich                                 |
| 郊遊 (Jiaoyou)                    | Tsai Ming-liang    | Taiwan, Frankreich                         |
| Joe – Die Rache ist sein (Joe)    | David Gordon Green | Vereinigte Staaten                         |
| 風立ちぬ (Wie der Wind sich hebt) | Hayao Miyazaki     | Japan                                      |
| Miss Violence                     | Alexandros Avranas | Griechenland                               |
| Night Moves                       | Kelly Reichardt    | Vereinigte Staaten                         |
| Parkland                          | Peter Landesman    | Vereinigte Staaten                         |
| Philomena                         | Stephen Frears     | Vereinigtes Königreich                     |
| Sacro GRA                         | Gianfranco Rosi    | Italien, Frankreich                        |
| Es-Stouh                          | Merzak Allouache   | Algerien, Frankreich                       |
| Tom à la ferme                    | Xavier Dolan       | Kanada, Frankreich                         |
| Tracks                            | John Curran        | Vereinigtes Königreich, Australien         |
| Under the Skin                    | Jonathan Glazer    | Vereinigtes Königreich, Vereinigte Staaten |
| The Unknown Known                 | Errol Morris       | Vereinigte Staaten                         |
| Via Castellana Bandiera           | Emma Dante         | Italien, Schweiz, Frankreich               |
| The Zero Theorem                  | Terry Gilliam      | Vereinigtes Königreich, Vereinigte Staaten |

## Außerhalb des Wettbewerbs
Nachfolgende Filme wurden außerhalb des Wettbewerbs gezeigt.
| Titel                                                | Regie                      | Produktionsland             |
| ---------------------------------------------------- | -------------------------- | --------------------------- |
| Die andere Heimat – Chronik einer Sehnsucht          | Edgar Reitz                | Deutschland                 |
| Amazonia                                             | Thierry Ragobert           | Frankreich, Brasilien       |
| The Armstrong Lie                                    | Alex Gibney                | Vereinigte Staaten          |
| At Berkeley                                          | Frederick Wiseman          | Vereinigte Staaten          |
| The Canyons                                          | Paul Schrader              | Vereinigte Staaten          |
| Che strano chiamarsi Federico Scola racconta Fellini | Ettore Scola               | Italien                     |
| Feng Ai                                              | Wang Bing                  | Hong Kong, Frankreich       |
| Gravity                                              | Alfonso Cuarón             | Vereinigte Staaten          |
| Locke                                                | Steven Knight              | Vereinigtes Königreich      |
| 뫼비우스 (Moebius)                                   | Kim Ki-duk                 | Südkorea                    |
| Pine Ridge                                           | Anna Eborn                 | Dänemark                    |
| Space Pirate Captain Harlock                         | Aramaki Shinji             | Japan                       |
| Summer 82 When Zappa Came to Sicily                  | Salvo Cuccia               | Italien, Vereinigte Staaten |
| Ukraina ne Bordel                                    | Kitty Green                | Australien                  |
| Wałęsa. Czlowiek z nadziei                           | Andrzej Wajda, Ewa Brodzka | Polen                       |
| Wolf Creek 2                                         | Greg McLean                | Australien                  |
| 許されざる者 (Yurusarezaru Mono)                     | Lee Sang-il                | Japan                       |

## Orizzonti
Die Tabelle zeigt die Langfilme in der Sektion Orizzonti.
| Titel                                              | Regie                              | Produktionsland         |
| -------------------------------------------------- | ---------------------------------- | ----------------------- |
| Eastern Boys – Endstation Paris                    | Robin Campillo                     | Frankreich              |
| First Snowfall                                     | Andrea Segre                       | Italien                 |
| ماهی و گربه (Fish & Cat)                           | Shahram Mokri                      | Iran                    |
| La vida después (The Life After)                   | David Pablos                       | Mexiko                  |
| Bauyr (Little Brother)                             | Serik Aprymov                      | Kasachstan              |
| Medeas                                             | Andrea Pallaoro                    | USA, Italien            |
| Je m'appelle Hmmm...                               | Agnès B.                           | Frankreich              |
| Palo Alto                                          | Gia Coppola                        | USA                     |
| Ruin                                               | Amiel Courtin-Wilson, Michael Cody | Australien              |
| The Sacrament                                      | Ti West                            | USA                     |
| Piccola patria (Small Homeland)                    | Alessandro Rossetto                | Italien                 |
| Algunas chicas (Small Girls)                       | Santiago Palavecino                | Argentinien             |
| Still Life                                         | Uberto Pasolini                    | Großbritannien, Italien |
| Il terzo tempo (The Third Half)                    | Enrico Maria Artale                | Italien                 |
| Vi Är Bäst! (We are the Best!)                     | Lukas Moodysson                    | Schweden, Dänemark      |
| Jigoku de naze warui (Why Don't You Play in Hell?) | Sion Sono                          | Japan                   |
| Wolfskinder                                        | Rick Ostermann                     | Deutschland             |

## Auszeichnungen
Übersicht über die während des Festivals vergebenen Preise:

### Hauptpreise (Wettbewerb um den Goldenen Löwen)
- Goldener Löwe: Sacro GRA – Regie Gianfranco Rosi
- Silberner Löwe – Beste Regie: Alexandros Avranas (Miss Violence)
- Großer Preis der Jury: Jiaoyou 郊遊  – Regie: Tsai Ming-liang
- Spezialpreis der Jury: Die Frau des Polizisten – Regie: Philip Gröning
- Coppa Volpi – Bester Darsteller: Themis Panou (Miss Violence)
- Coppa Volpi – Beste Darstellerin: Elena Cotta (Via Castellana Bandiera)
- Marcello-Mastroianni-Preis: Tye Sheridan (Joe – Die Rache ist sein)
- Bestes Drehbuch: Steve Coogan, Jeff Pope (Philomena)
- Goldener Löwe für sein Lebenswerk: William Friedkin